# جوش سكوت (كرة سلة)
جوش سكوت (بالإنجليزية: Josh Scott)‏ مواليد 13 يوليو 1993، هو لاعب كرة سلة أمريكي. بدأ مسيرته الاحترافية في سنة 2016. يبلغ طوله 6 قدم 10 بوصة (2.1 م). لعب مع إم زد تي سكوبيه في كأس أوروبا لكرة السلة.

## روابط خارجية
- جوش سكوت على موقع دوري كرة السلة الياباني للمحترفين (اليابانية)
- جوش سكوت على موقع كرة السلة الأوروبية.كوم (الإنجليزية)
- جوش سكوت على موقع كلية كرة السلة في سبورتس رفرنس.كوم (الإنجليزية)
- جوش سكوت على موقع ريلجم (الإنجليزية)
- جوش سكوت على موقع بروبوليرز (الإنجليزية)
- جوش سكوت على موقع سبورتس رفرنس (الإنجليزية)